# Synchromales
Ordre
Les Synchromales sont un ordre d’algues de l’embranchement des Ochrophyta et de la classe des Synchromophyceae.

## Liste des familles
Selon AlgaeBase (15 mars 2022) :
- Synchromaceae Schnetter & K.Ehlers, 2007

Selon World Register of Marine Species (15 mars 2022) :
- Synchromaceae Schnetter & Ehlers in S. Horn et al., 2007